# Testimonio de igualdad

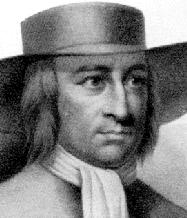
George Fox. Imagen que es parte de un grabado de "S. Allen" (publicado en 1838) de una pintura de "S. Chinn".

Un testimonio de igualdad es un acto, uso o línea de conducta de un miembro de la Sociedad Religiosa de los Amigos (Cuáqueros) que tiende a afirmar o promover la igualdad de las personas, que surge de la creencia de los Amigos de que todas las personas son iguales a los ojos de Dios.
La palabra testimonio describe la forma en que los Amigos testifican o dan testimonio de sus creencias en su vida cotidiana. Por lo tanto, un testimonio no es una creencia, sino una acción comprometida que surge de la experiencia religiosa de los Amigos. El testimonio de igualdad ha incluido la participación de cuáqueros en acciones que promueven la igualdad de sexos y razas, así como de otras clasificaciones de personas.

## Explicación general
Los amigos creen que todas las personas son iguales a los ojos de Dios. Dado que todas las personas encarnan la misma chispa divina, todas las personas merecen el mismo trato. Los amigos fueron algunos de los primeros en valorar a las mujeres como ministras importantes y en hacer campaña por los derechos de las mujeres; se convirtieron en líderes del movimiento contra la esclavitud y fueron de los primeros en ser pioneros en el trato humano para las personas con trastornos mentales y para los presos.
Los cuáqueros tienen un fuerte sentido de igualitarismo espiritual, incluida la creencia en la igualdad espiritual de los sexos. Desde el principio, tanto a las mujeres como a los hombres se les otorgó la misma autoridad para hablar en las reuniones de adoración. Margaret Fell-Fox era tan vocal y alfabetizada como su esposo, George Fox, y publicó varios tratados en los primeros días del cuaquerismo. Los primeros Amigos argumentaron que la desigualdad entre hombres y mujeres surgió de la Caída del Jardín del Edén, pero que dado que Cristo vino a redimir nuestros pecados, esta desigualdad ya no debería existir. Por ejemplo, George Fox escribió en 1674:

Y algunos hombres dicen: “Los hombres deben tener el poder y la superioridad sobre la mujer, porque Dios dice: 'El hombre debe gobernar a su mujer, y el hombre no es de la mujer, sino la mujer del hombre'” (Gn 3 :dieciséis). De hecho, después de que el hombre cayó, ese mandato fue. Pero antes de que el hombre cayera, no existía tal orden. Porque ambos eran ayudas idóneas. Ambos debían tener dominio sobre todo lo que Dios hizo. . . Y como el hombre y la mujer son restaurados nuevamente, por Cristo, a la imagen de Dios, ambos tienen dominio nuevamente en Justicia y Santidad, y son ayuda idónea, como antes de caer.

La actitud de los amigos hacia el igualitarismo también se demuestra por su negativa a practicar el "honor del sombrero" (los cuáqueros se negaron a quitarse el sombrero o inclinarse ante cualquier persona, independientemente de su título o rango), y su rechazo a los estilos y títulos (como Sr., Sra., Lord, Dr, etc.), simplemente llamando a todos solo por su nombre y apellido (es decir, John Smith en lugar de Mr Smith o Sir John). Esto atestiguaba el entendimiento de los Amigos de que, a los ojos de Dios, no había una jerarquía basada en el nacimiento, la riqueza o el poder político; esos honores los reservaban solo para Dios. Esta práctica no fue considerada por los Amigos como de naturaleza antiautoritaria, sino como una reprimenda contra las pretensiones y el ego humano.
Hoy en día, la resistencia al "honor del sombrero" no prevalece como antes (la mayoría de las costumbres no se practican en la vida cotidiana contemporánea) y el Amigo individual debe decidir si practicar o no el "honor del sombrero" como cuestión de conciencia.

## Igualdad de sexos
Los amigos fueron algunos de los primeros en valorar a las mujeres como ministras espirituales. Elizabeth Hooton fue posiblemente la primera persona en ser convencida por George Fox y fue una predicadora abierta y audaz durante los primeros días del movimiento. Margaret Fell fue otra de las primeras líderes del movimiento de Amigos. Las dos primeras personas que fueron a lo que ahora es Estados Unidos para promover la fe cuáquera fueron Mary Fisher y Ann Austin.[cita requerida]
Hubo un tiempo en que era común que hombres y mujeres cuáqueros tuvieran reuniones de negocios separadas. Se consideró que esta práctica otorgaba más poder a las mujeres y no pretendía degradarlas. Durante el siglo XVIII, algunos cuáqueros sintieron que las mujeres no participaban plenamente en las reuniones de negocios, ya que la mayoría de las mujeres no "dirían que no" a sus maridos. La solución fue formar dos "Meetings for Business" por separado. Muchas casas de reuniones cuáqueras se construyeron con un divisor móvil en el medio. Durante las Reuniones de Adoración, se levantó el divisor. Durante las reuniones de negocios se bajó el divisorio, creando dos salas. Cada género llevó a cabo sus propias reuniones de negocios separadas. Cualquier asunto que requiriera el consentimiento de toda la reunión (reparaciones de edificios, por ejemplo) implicaría el envío de un emisario a la otra reunión. Esta práctica continuó hasta que ya no hubo preocupación sobre si las mujeres "dirían no" a sus maridos; algunos centros de reuniones muy antiguos todavía tienen este divisor, aunque es probable que no se pueda mover.
Además, muchos de los líderes del movimiento por el sufragio femenino en los Estados Unidos en el siglo XIX procedían de los cuáqueros, incluidas Susan B. Anthony y Lucretia Mott.

## Igualdad racial
Los amigos también se convirtieron finalmente en líderes del movimiento contra la esclavitud, aunque la comprensión de la maldad de la esclavitud no se desarrolló durante casi un siglo. En el siglo XVIII, John Woolman comenzó a despertar la conciencia de los Amigos sobre la posesión de esclavos. Algunos, como Benjamin Lay, utilizaron folletos inmoderados y tácticas de choque para alentar el rechazo rápido tanto de la propiedad de esclavos como de la participación en la trata de esclavos.
En 1776, la Reunión Anual de Filadelfia (la reunión anual más importante de Estados Unidos en ese momento) prohibió a los miembros poseer esclavos, y el 11 de febrero de 1790, los Amigos solicitaron al Congreso de los Estados Unidos la abolición de la esclavitud. American Friends fueron participantes destacados en el Ferrocarril Subterráneo, una red de transporte para enviar a los esclavos fugitivos a la libertad.

## Trato humano de los enfermos mentales
Los cuáqueros fueron de los primeros en ser pioneros en el tratamiento humano de los enfermos mentales, con el Retiro de York, Inglaterra, un asilo creado por William Tuke (1732–1822) como reacción a la dura naturaleza de la atención de asilo del siglo XVIII.

## Trato humano de los presos
En el siglo XIX, Elizabeth Fry y su hermano, Joseph John Gurney, hicieron campaña por el trato humano de los prisioneros. Fry fue ella misma a las prisiones para proporcionar alimentos, mantas, educación y otra asistencia a los prisioneros. Pudieron persuadir a los miembros del parlamento para que aprobaran leyes de reforma para mejorar las condiciones de las prisiones. También pudieron influir en la legislación que redujo la cantidad de delitos punibles con la muerte. En la década de 1960, un amigo, Eric Baker, participó en la fundación de Amnistía Internacional, un grupo de derechos humanos centrado principalmente en el tratamiento de las personas encarceladas y acusadas de delitos. No está directamente relacionado con la Sociedad Religiosa de los Amigos, pero tiene ideales similares a los que se derivan del Testimonio de la Igualdad.